# Juan Bautista Vicini Burgos
Juan Bautista Vicini Burgos (1871-1935) fue una figura política dominicana. Sirvió como presidente de la República Dominicana entre 1922 y 1924 bajo la ocupación militar de Estados Unidos.

## Primeros años
Juan Bautista Vicini nació el 19 de julio de 1871, hijo del industrial italiano Juan Bautista Vicini Canepa y su amante María Burgos Brito. Su padre llegó a la República Dominicana durante el auge de la industria azucarera, que aprovechó para crear una operación respetable dentro de un período relativamente corto de tiempo. Según el autor holandés H. Hoetink en su libro El Pueblo Dominicano, 1850-1900, su padre era propietario de dos plantaciones de azúcar en 1882 y, en 1893, era el dueño de la fábrica de azúcar «Angelina». Su relación de amistad con el dictador Ulises Heureaux (Lilís) le ayudó a consolidar una fortuna respetable. Vicini heredó los negocios de su padre y fue capaz de convertirse en un empresario de éxito, principalmente gracias a su educación europea estricta. Vicini era fluido en español, italiano, inglés y francés a una edad muy joven.

## Presidencia provisional
La República Dominicana había sido ocupada por las tropas estadounidenses desde 1916 y, tras la aprobación del plan Hughes-Peynado, Vicini fue un candidato para el cargo de presidente provisional de la República Dominicana. Fue elegido presidente en 1922, y su objetivo principal era facilitar la evacuación de las tropas estadounidenses que estaban presentes en la República Dominicana. El día después de ser elegido, Vicini nombró a los cinco hombres que formaron su gabinete; los cuales fueron:
1. José del Carmen Ariza, secretario del Interior.
2. Cayetano Armando Rodríguez, secretario de Justicia e Instrucción.
3. Eladio Sánchez, secretario de Promoción y Comunicaciones.
4. Manuel Sanabia, secretario de Salud y Caridad.
5. Pedro Pérez, secretario de Agricultura e Inmigración.

Con estos pasos, Vicini aseguró a la retirada de las fuerzas estadounidenses en forma pacífica. A pesar de sus buenas intenciones, el régimen Vicini fue acosado y presionado por el férreo control del Plan Hughes-Peynado y por las fuerzas estadounidenses que aún se encontraban en el país. Aun así, Vicini fijó las elecciones más limpias que la República Dominicana había visto jamás, en las que Horacio Vásquez ganó el 15 de marzo de 1924 en contra de Francisco J. Peynado.
Cuando Vicini dejó la presidencia después de las elecciones, volvió a su negocio azucarero y abandonó la política por el resto de su vida. Al momento de su muerte, el 25 de mayo de 1935, Juan Bautista Vicini dejó a sus parientes una de las empresas más grandes de azúcar en el Caribe, que sigue funcionando a partir de 2010.